# Индонезийская оккупация Восточного Тимора

Восточный Тимор расположен в Индонезийском архипелаге, приблизительно в 640 км северо-западнее Дарвина (Австралия)

Индонези́йская оккупа́ция Восто́чного Тимо́ра продолжалась с 1975 по 1999 годы после вторжения вооружённых сил Республики Индонезия на территорию Демократической Республики Восточный Тимор. После произошедшей в 1974 году в Португалии «революции гвоздик» начался процесс деколонизации Португальского Тимора, что вызвало в стране нестабильность. Кратковременная гражданская война привела к победе Революционного фронта, объявившего 28 ноября 1975 года о независимости Восточного Тимора.
Под предлогом обращений к ним восточнотиморских лидеров власти Индонезии ввели 7 декабря 1975 года в Восточный Тимор войска и оккупировали его, подавив вооружённое сопротивление к 1979 году. После создания спорного временного правительства в лице Народного собрания, по мнению многих, не являвшегося подлинным проявлением права на самоопределения, Индонезия аннексировала Восточный Тимор, сделав его своей 27-й провинцией.
Сразу после оккупации Генеральная ассамблея и Совет безопасности ООН приняли резолюции, осуждавшие действия Индонезии и требовавшие немедленного освобождения Тимора. Тем не менее правительства Австралии, Великобритании и США поддерживали действия Индонезии на всём протяжении оккупации. Единственными государствами, признававшими Восточный Тимор провинцией Индонезии, были она сама и Австралия, начавшая вскоре после аннексии Тимора переговоры о разделении ресурсов в Тиморском море. Некоторые другие государства, такие как Канада, Малайзия и Япония, также поддерживали индонезийское правительство. Вторжение и подчинение Восточного Тимора стали серьёзным ударом по репутации Индонезии в мире и международному доверию к ней.
За двадцать четыре года индонезийского правления население Восточного Тимора подвергалось бессудным казням, пыткам, массовым убийствам и спланированному массовому голоду. Массовое убийство в Санта-Круш в 1991 году вызвало всемирное возмущение, последовали многочисленные отчёты о такого рода убийствах.
Сопротивление индонезийской власти оставалось сильным: в 1996 году Нобелевская премия мира была присуждена двум гражданам Восточного Тимора, Карлушу Белу и Жозе Рамуш-Орте за их попытки мирного прекращения оккупации. Референдум 1999 года, призванный определить будущее Восточного Тимора, показал, что большинство населения острова выступает за независимость, и в 2002 году он стал суверенным государством.
После референдума военизированные группировки, сотрудничавшие с индонезийским правительством, осуществили последнюю волну насилия, в ходе которой была полностью разрушена инфраструктура государства. Возглавляемые Австралией международные силы в Восточном Тиморе восстановили порядок и продолжили вывод индонезийских войск из страны, на два года передав контроль над государством Временной администрации ООН (UNTAET), которая расследовала преступления, совершённые в регионе в 1999 году. Узкий круг рассмотренных дел и малое количество обвинительных приговоров в индонезийских судах вызвали со стороны многочисленных наблюдателей требования о проведении международного трибунала.
Комиссия по установлению истины, принятию беженцев и примирению считает, что от голода и насилия погибли от 90 800 до 202 600 человек, в том числе от 17 600 до 19 600 погибли насильственной смертью или пропали без вести (из общего числа населения, по состоянию на 1999 год, примерно 823 тыс. человек). Комиссия возложила ответственность за 70 % жестоких убийств на индонезийские войска.

## Предыстория

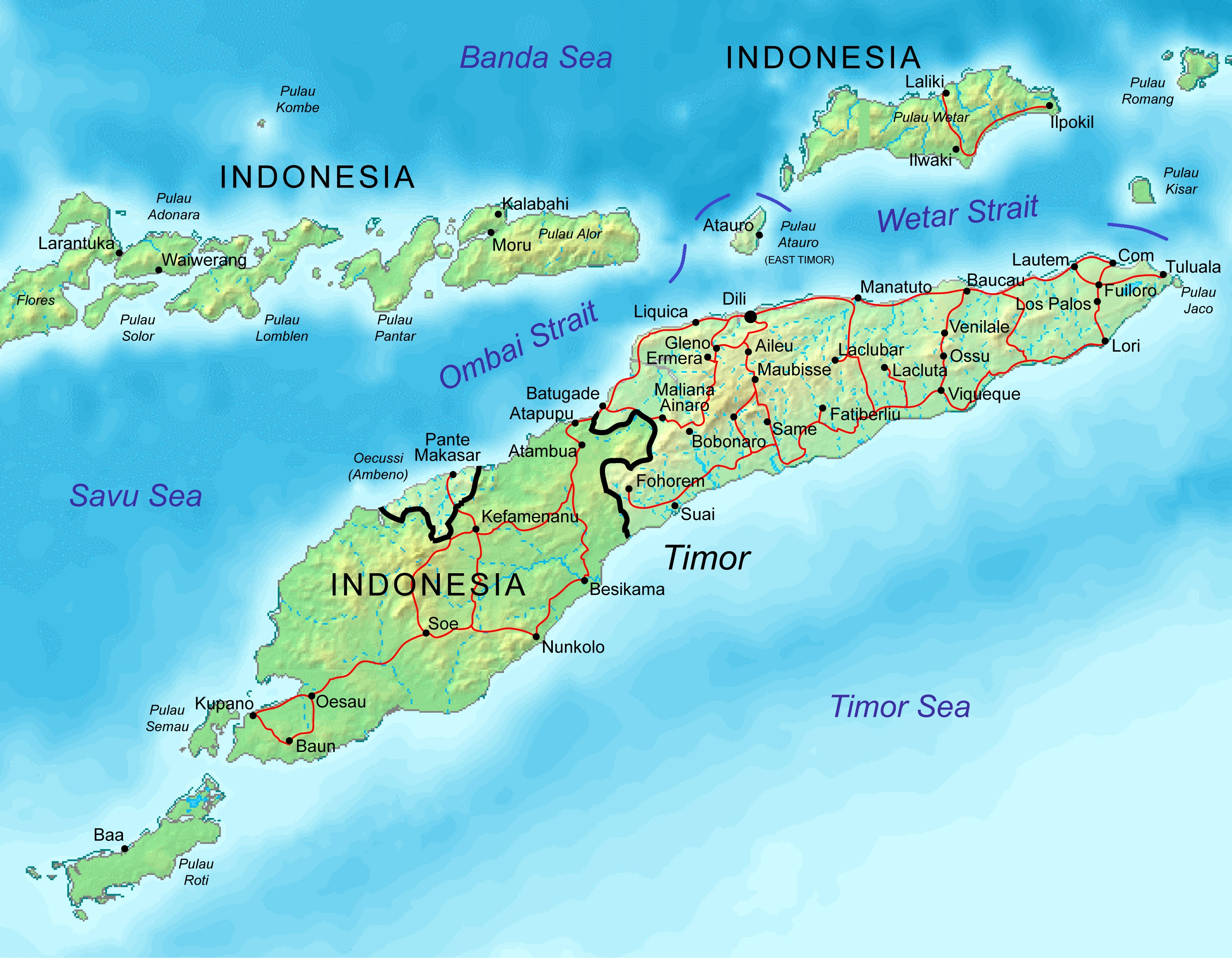
Карта Восточного Тимора и его главных городов

Португальцы впервые высадились на Тиморе в XVI веке, а в 1702 году Восточный Тимор попал под португальское колониальное правление. Португальский контроль над островом был слабым, и в 1860 году остров был разделён между португальцами и
нидерландцами на западный и восточный.
В ходе Второй мировой войны, во время Тиморской операции Восточный Тимор был оккупирован 20-тысячным японским военным контингентом. Операция помогла предотвратить японскую оккупацию Австралии, но стала причиной 60 тысяч смертей в Восточном Тиморе.
После успешного завоевания независимости, в результате которой Западный Тимор вошёл в состав Индонезии, первый президент Индонезии Сукарно не претендовал на контроль над Восточным Тимором и, кроме общих антиколониалистских речей, не выступал против португальского управления территорией. Восстание тиморцев против португальцев в 1959 году не было поддержано правительством Индонезии. Документ ООН 1962 года гласит: «правительство Индонезии заявило, что оно поддерживает дружеские отношения с Португалией и не претендует на Восточный Тимор». Те же заверения продолжались делаться и после того, как Сухарто пришёл к власти в декабре 1965 года. «У Индонезии нет территориальных амбиций… Поэтому вопрос о том, желает ли Индонезия аннексировать Португальский Тимор, не стои́т».
В 1974 году революция гвоздик привела к значительному изменению политики Португалии в отношении к тиморской колонии. Смена политической ситуации в Европе укрепила движения за независимость в таких колониях, как Ангола и Мозамбик, и новое португальское правительство начало процесс деколонизации Восточного Тимора. Первым этапом в нём стало начало политического процесса.

### Партии
Когда в апреле 1974 года в Восточном Тиморе были впервые легализованы партии, основными игроками в будущем независимом государстве стали три группировки. Тиморский демократический союз (порт. União Democrática Timorense, UDT) был основан в мае группой местных зажиточных землевладельцев. Изначально выступая за сохранение страны в качестве португальского протектората, в сентябре UDT выразил поддержку независимости. Через неделю был создан Революционный фронт за независимость Восточного Тимора (порт. Frente Revolucionária de Timor-Leste Independente, FRETILIN), поддерживавший «универсальные доктрины социализма», а также «право на независимость». Когда политическая обстановка стала более напряжённой, группа сменила своё название и объявила себя «единственным легитимным представителем народа». В конце мая образовалась третья партия, Тиморская народная демократическая ассоциация (APODETI). Изначально названная Ассоциацией за интеграцию Тимора в Индонезию (порт. Associacão Integraciacao de Timor Indonesia) и имевшая соответствующие взгляды, APODETI высказывала опасения о том, что независимый Восточный Тимор будет экономически слаб и уязвим.

FRETILIN получил власть после гражданской войны и объявил Восточный Тимор независимым 28 ноября 1975 года

Индонезийские националистические и военные круги, особенно из службы безопасности, разведки и службы специальных операций, Opsus (от индон. Operasi Khusus), видели в португальской революции удобный случай для интеграции Восточного Тимора с Индонезией. Центральное правительство и армия были напуганы тем, что Восточный Тимор под управлением левых может стать базой для вторжения в Индонезию, а также что независимый Восточный Тимор может вдохновить в архипелаге сецессионистские настроения в индонезийских провинциях. Страх национальной дезинтеграции был и у военных, близких к Сухарто, и оставался затем одной из главнейших причин, по которым Индонезия не предоставляла Восточному Тимору независимости или по крайней мере автономии до конца 1990-х. Организации военной разведки изначально пытались использовать стратегию мирной аннексии, предполагая распространять данную идею через APODETI.
В январе 1975 года UDT и FRETILIN основали временную коалицию, целью которой было получение Восточным Тимором независимости. В то же время австралийское правительство сообщило о том, что Национальная армия Индонезии устраивает в Лампунге учения перед вторжением. В течение месяцев Opsus тайно поддерживала APODETI во время операции «Комодо» (индон. Operasi Komodo, названа в честь комодского варана). Обвиняя по телевидению лидеров FRETILIN в коммунизме и сея разногласия в коалиции UDT, индонезийское правительство инициировало нестабильность в Восточном Тиморе и, по мнению наблюдателей, создала повод для дальнейшего вторжения. В мае напряжение между двумя группировками привело к выходу UDT из коалиции.
В попытке договориться о будущем Восточного Тимора португальская комиссия по деколонизации собрала конференцию в Макао в июне 1975 года. FRETILIN бойкотировала встречу в знак протеста против присутствия APODETI; представители UDT и APODETI выразили недовольство, сочтя, что это было сделано для затруднения процесса деколонизации. В своих мемуарах 1987 года («Фуну: Незавершённая сага Восточного Тимора») лидер FRETILIN Жозе Рамуш-Орта вспоминает своё «сильное несогласие» с отказом партии пойти навстречу. «Это», пишет он, «было одной из наших тактических политических ошибок, которым я не могу найти здравого объяснения».

### Переворот, гражданская война и объявление независимости
Конфликт достиг кульминации в середине 1975 года, когда слухи о силовом захвате власти начали циркулировать в обеих партиях, выступавших за независимость. В августе 1975-го UDT совершило переворот в столице Дили и начались вооружённые столкновения. Рамуш-Орта описывает противостояние как «кровавое», сообщения о насилии поступали с обеих сторон. Он цитирует Международный комитет Красного Креста, который насчитал 2—3 тысячи человек жертвами войны. Португальскому правительству из-за боевых действий пришлось переехать на близлежащий остров Атауро (порт. Ataúro). FRETILIN разгромило силы UDT через две недели, немало удивив этим Индонезию и Португалию. Лидеры UDT отступили в контролируемый индонезийцами Западный Тимор. 7 сентября они призвали к интеграции Восточного Тимора с Индонезией.

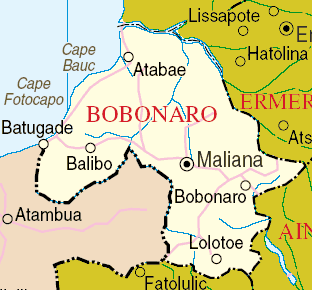
Карта граничащего с Индонезией округа Бобонару Восточного Тимора. Военные столкновения продолжились в этом регионе и после гражданской войны, различные населённые пункты были захвачены Индонезией до вторжения

Завоевав контроль над Восточным Тимором, FRETILIN начал отражать атаки с востока, исходящие от Национальной армии Индонезии и небольшой группы войск UDT. Индонезия захватила приграничный город Батугаде (порт. Batugade) 8 октября 1975 года; находящиеся рядом Балибо (порт. Balibo) и Мальяна (порт. Maliana) были взяты восемью днями позже. Во время нападения на Балибо работники австралийского новостного телевидения, впоследствии названные «пятёркой Балибо» (англ. Balibo Five), были убиты индонезийскими солдатами. Представители Индонезии заявляли, что их смерть является случайной, а восточнотиморские очевидцы говорили, что эти журналисты были умышленно убиты. Смерть журналистов и последующие кампании и разбирательства привлекли международное внимание и увеличили поддержку независимости Восточного Тимора.
В начале ноября министры иностранных дел Индонезии и Португалии встретились в Риме, чтобы обсудить резолюцию по поводу конфликта. Несмотря на то, что никто из тиморских лидеров не был приглашён на переговоры, FRETILIN послал сообщение, выражающее готовность работать с Португалией. Встреча закончилась тем, что обе стороны согласились на встречу Португалии с политическими лидерами Восточного Тимора, но встреча так и не состоялась. В середине ноября индонезийские войска начали осаду с моря города Атабаэ (порт. Atabae) и захватили его к концу месяца.
Недовольные бездействием Португалии, лидеры FRETILIN были уверены, что они смогут сдерживать индонезийское наступление эффективнее, если объявят независимость страны. Комиссар по вопросам национальной политики Мари Алькатири (порт. Mari Alkatiri) совершил дипломатический тур по Африке, получая поддержку от различных правительств. Согласно FRETILIN, в этих поездках Восточный Тимор получил заверения о признании нового государства от 25 стран мира, включая КНР, Кубу, Мозамбик, СССР и Швецию. Куба сохраняет близкие отношения с Восточным Тимором и в начале 21 века. 28 ноября 1975 года FRETILIN односторонне объявил независимость и создал Демократическую Республику Восточный Тимор.
Индонезия объявила, что лидеры APODETI и UDT на следующий день объявили захваченный её войсками регион в Балибо независимым от Восточного Тимора и относящимся к Индонезии. Но эта «декларация Балибо» была создана индонезийской разведкой и подписана на Бали. В дальнейшем она описывалась как «декларация Балибохонг» (индон. Deklarasi Balibohong) — название основано на игре слов, включающей индонезийское слово «ложь». Португалия отвергнула обе декларации, и индонезийское правительство одобрило военное вмешательство для начала аннексии Восточного Тимора.

## Вторжение

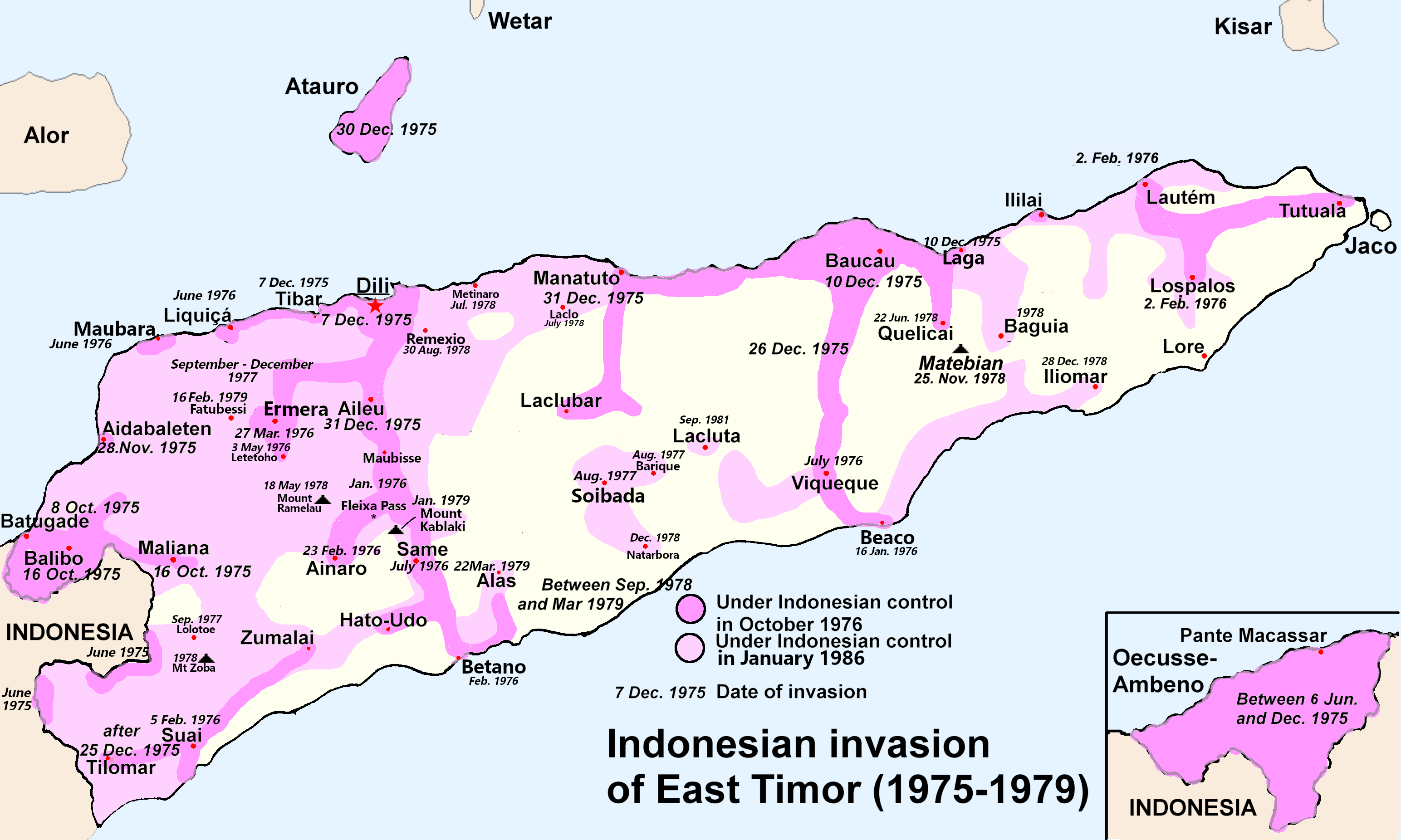
Ход индонезийского вторжения

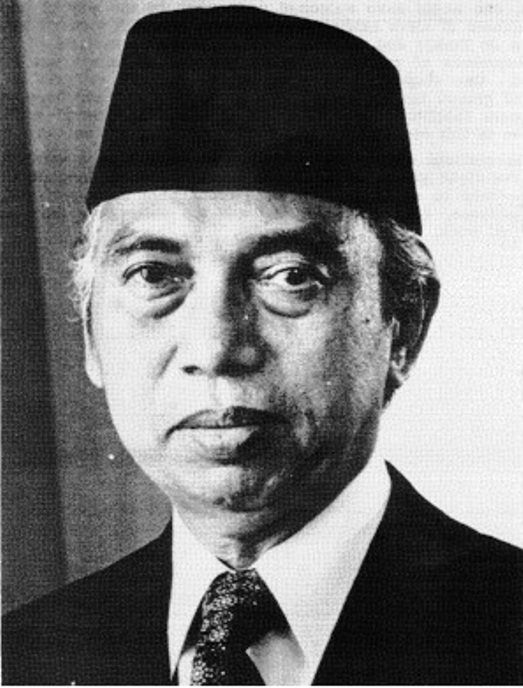
Министр иностранных дел Индонезии Адам Малик предполагал, что число убитых тиморцев в первые два года было равно «50 или, возможно, 80 тысячам человек»

7 декабря 1975 года индонезийские войска вошли в Восточный Тимор. Операция Лотос (индон. Operasi Seroja) стала самой масштабной военной операцией, когда-либо проведённой Индонезией. По словам Рамуш-Орты, войска военной организации FRETILIN, Falintil (от порт. Forças Armadas da Libertação Nacional de Timor-Leste), заманили войска Национальной армии Индонезии на улицы Дили, и 400 десантников были убиты, как только они спустились в город. Angkasa Magazine сообщает о 35 убитых индонезийских военных и 122 со стороны Falintil. К концу года 10 000 военных оккупировали Дили, а другие 20 000 распространились по всему Восточному Тимору. Видя значительное превосходство индонезийской армии, командование Falintil отвело войска в горы, где они продолжили партизанские боевые операции. Сообщалось, что индонезийские солдаты в городах, в частности в Дили, убивали без разбора мирных граждан, в том числе насилуя и убивая женщин и детей.
В марте 1976 года лидер UDT Франсишку Шавьер Лопеш да Круш сообщил, что во время вторжения было убито 60 тысяч тиморцев. Делегация индонезийских работников по оказанию помощи населению согласилось с этой статистикой. В интервью 5 апреля 1977 года с The Sydney Morning Herald министр иностранных дел Индонезии Адам Малик (индон. Adam Malik) сказал, что число убитых было «50 или, возможно, 80 тысяч человек».
Индонезийское правительство представило аннексию Восточного Тимора как антиколониальную деятельность. Буклет индонезийского МИДа 1977 года, озаглавленный «Деколонизация в Восточном Тиморе», отдавал дань «священному праву самоопределения» и признавал APODETI настоящими представителями восточнотиморского большинства. В нём говорилось, что популярность FRETILIN является следствием «политики угроз, шантажа и террора». В дальнейшем индонезийский министр иностранных дел Али Алатас (индон. Ali Alatas) повторил эту позицию в своих мемуарах 2006 года («Камешек в ботинке: Дипломатическая борьба за Восточный Тимор»). Индонезия утверждала после вторжения, что деление острова на западную и восточную части было «результатом колониального гнёта» со стороны голландской и португальской империй. Поэтому, согласно индонезийскому правительству, аннексия Восточного Тимора и создание 27-й провинции было просто очередным шагом к объединению архипелага, которое началось в 1940-х.

### Реакция ООН и международное право
На следующий день после вторжения комитет Генеральной ассамблеи ООН был созван для обсуждения ситуации. Государства-союзники Индонезии, включая Индию, Малайзию и Японию, написали резолюцию, порицающую Португалию и тиморские политические партии за кровопролитие; она была отклонена в пользу проекта, приготовленного Алжиром, Гайаной, Кубой, Сенегалом и пр. Резолюция GA 3485 (XXX) была принята 12 декабря, в ней содержался призыв к Индонезии «отступить без промедления». Десятью днями позже Совет безопасности ООН единодушно принял резолюцию 384 (1975), которая повторяет призыв резолюции Генассамблеи к немедленному индонезийскому отступлению. Годом позже Совбез выразил то же мнение в резолюции 389 (1976), а Генассамблея принимала схожие резолюции, призывающие к самоопределению Восточного Тимора, с 1976 по 1982 год. Правительства крупных стран, таких как Китай и США, были против дальнейших действий; меньшие страны, такие как Гвинея-Бисау, Исландия и Коста-Рика, были единственными делегациями, призывающими к жёсткому давлению путём резолюций. Резолюция 1982 года призывает Генерального секретаря ООН «инициировать совещания со всеми вовлечёнными силами, найдя путь к достижению всестороннего урегулирования проблемы».
Юрист Роджер С. Кларк (англ. Roger S. Clark) отмечает, что вторжение Индонезии и оккупация нарушают два ключевых принципа международного права: право на самоопределение и запрет на агрессию. Ни петиция 7 сентября 1975 года, призывающая к интеграции, ни последующая резолюция «Народного собрания» в мае 1976 года не могут быть признаны «информированными и демократическими процессами, проведёнными беспристрастно и основывающимися на всеобщем избирательном праве», как требует резолюция 1541 (XV), устанавливающая директивы норм самоопределения. В петициях также присутствовали другие несоответствия требованиям.
Использование Индонезией военной силы в Восточном Тиморе являлось нарушением первой главы устава ООН, которая гласит: «Все Члены Организации Объединённых Наций воздерживаются в их международных отношениях от угрозы силой или её применения против территориальной неприкосновенности или политической независимости любого государства…» Некоторые наблюдатели возражают, что Восточный Тимор не был государством на время вторжения и поэтому не был защищён уставом ООН. Эта претензия повторяет нидерландские возражения во время национальной революции в Индонезии.

## Индонезийское господство
17 декабря Индонезия сформировала Временное правительство Восточного Тимора (ВПВТ). Его главой стал председатель APODETI Арналду душ Рейш Араужо, заместителем — Франсишку Шавьер Лопеш да Круш (UDT). Большинство источников описывает эту структуру как творение индонезийских военных. Одной из первых инициатив ВПВТ было создание «Народной ассамблеи», состоявшей из избранных представителей и лидеров «из разных сфер тиморской жизни». Как и само ВПВТ, ассамблея обычно считается инструментом пропаганды, созданным индонезийской армией; хотя международные журналисты и были приглашены осветить встречу группы в мае 1976 года, их передвижение серьёзно ограничили. Ассамблея создала запрос на формальную интеграцию в Индонезию, который Джакарта описала как «акт самоопределения» в Восточном Тиморе.
17 июля 1976 года Восточный Тимор был объявлен 27-й провинцией Индонезии. 4 августа Араужо стал первым губернатором провинции, Лопеш да Круш — его первым заместителем.

### Индонезийские кампании против движения сопротивления
Лидеры индонезийской разведки, обладающие влиянием на президента Сухарто, изначально думали, что вторжение, подавление сопротивления FRETILIN и интеграция с Индонезией будут быстрыми и сравнительно безболезненными. Последующие индонезийские действия были разрушительны для Восточного Тимора и привели к гигантскому истощению ресурсов Индонезии, а также подорвали авторитет Индонезии на мировой арене и в итоге привели к поражению. Шварц полагает, что тот факт, что поддержка военных лишь незначительно уменьшилась в результате просчётов разведки и последовавших за ними поражений середины 1970-х годов показывает степень доминирования военных в индонезийской политике. Восточный Тимор был тренировочным полигоном для офицерского состава, получившего навыки в области тактик подавления сепаратистов в Ачехе и Папуа и был основой обеспечения доминирования военных в Индонезии.

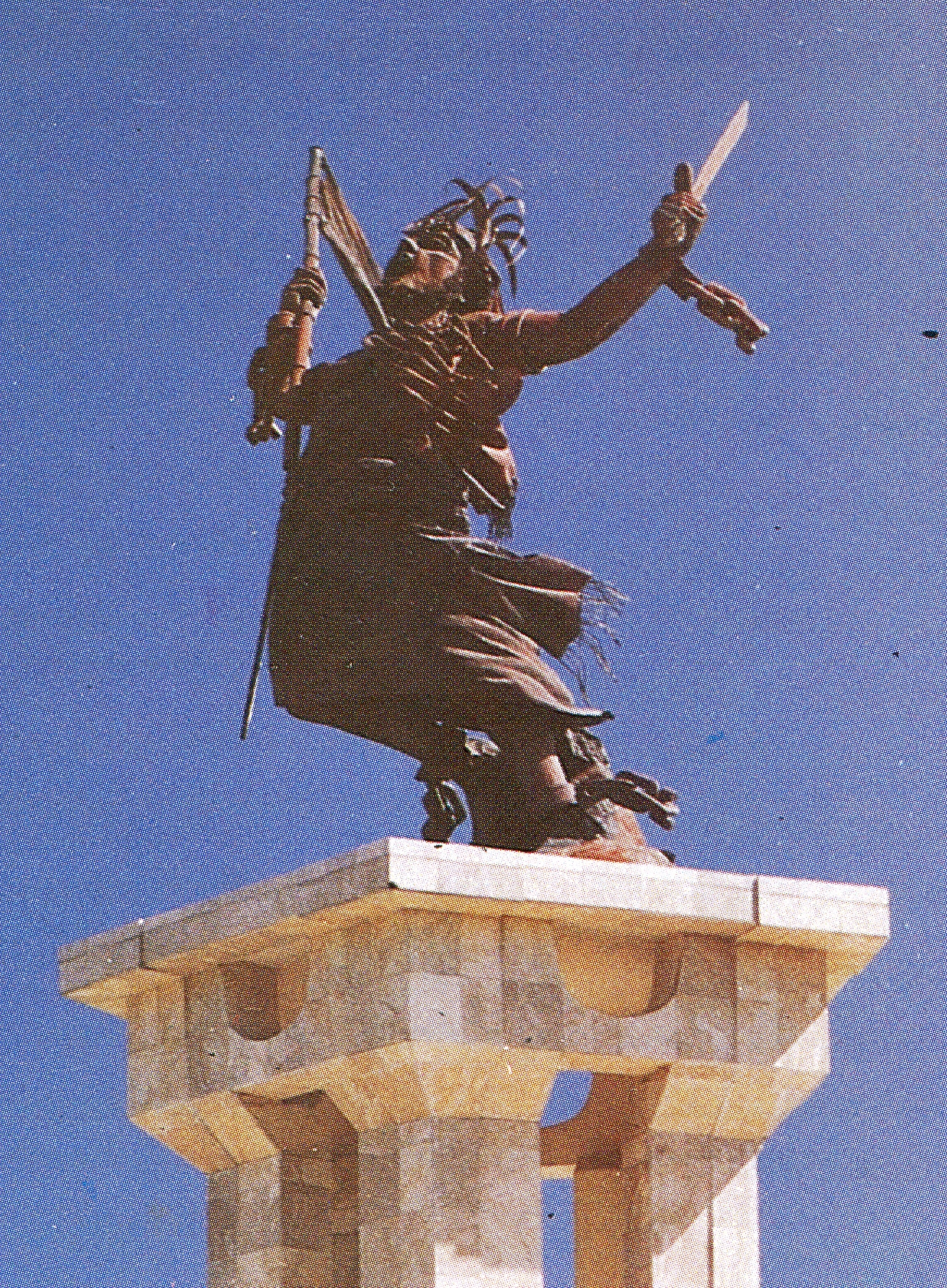
Памятник интеграции в Дили был подарен правительством Индонезии в знак освобождения от колониализма

Индонезия изолировала Восточный Тимор от остального мира, за исключением нескольких лет в конце 80-х и начале 90-х, заявляя о том, что подавляющее большинство жителей Восточного Тимора поддерживает интеграцию. Этой позиции придерживались индонезийские СМИ, следя за тем, чтобы принятие жителями интеграции с Индонезией было самим собой разумеющимся и не являлось проблемой для большинства индонезийцев.

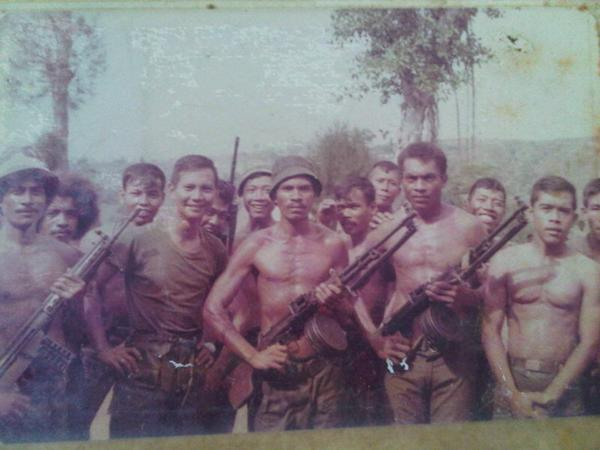
Отряд спецназа индонезийской армии в Восточном Тиморе, второй слева будущий министр обороны Индонезии Прабово Субианто.

С сентября 1977 года индонезийские войска начали то, что официальные представители Католической церкви в Восточном Тиморе назовут кампанией «окружения и истребления». 35 000 солдат из войск Национальной армии окружали территории с поддержкой FRETILIN и убивали сотни мужчин, женщин и детей. За воздушными и морскими бомбардировками следовали наземные отряды, уничтожавшие деревни и сельскохозяйственную инфраструктуру. В этот период предположительно было убито несколько тысяч человек. Во время перестрелок с индонезийскими войсками в декабре 1978 года был убит лидер FRETILIN Николау Лобату (порт. Nicolau Lobato). Его преемником был Шанана Гусман (порт. Xanana Gusmão), который способствовал созданию Национального совета сопротивления маубере (порт. Conselho Nacional da Resistência Maubere, CNRM), организацию для отдельных лиц и групп, выступающих против оккупации.
Индонезийские войска поместили десятки тысяч человек в лагеря, где они голодали. Радио FRETILIN утверждало, что индонезийские самолёты рассеивали боевые химические вещества и некоторые наблюдатели, включая епископа Дили, утверждали, что видели сброшенный в сельской местности напалм. В 1981 году войска начали операцию «Кеаманан» (индон. Operasi Keamanan, «безопасность»), которую некоторые назвали программой «забор из ног». 50 тысячам восточнотиморских мужчин и мальчиков было приказано перейти через горы, и вытеснить партизан в центральную часть региона. Операция провалилась, народное негодование против оккупации стало сильнее, чем когда-либо. Войска Индонезии проводили многочисленные операции по уничтожению войск FRETILIN, скрывавшихся в горах и проводивших отдельные атаки, в течение следующих десяти лет. В городах и сёлах тем временем начало появляться ненасильственное движение сопротивления.
В то же время индонезийские силы начали масштабную кампанию по убийствам, пыткам, похищениям людей, заключениям по политическим причинам и другим нарушениям человеческих прав. Начиная с 1981 года индонезийские чиновники начали отправлять тысячи заключённых на остров Атауро, местные условия Международная амнистия описала как «ужасающие». Массовые убийства населения индонезийскими военными были документированы по всему Восточному Тимору. В сентябре 1981 года 400 мирных граждан были убиты в Лаклуте (порт. Lacluta), в августе 1983 года 200 человек были сожжены заживо в деревне Срераш, другие 500 были убиты около находящейся неподалёку реки. Очевидец, свидетельствовавший в австралийском сенате, сказал, что солдаты разбивали головы маленьких детей о камни.
Подозреваемых в противодействии интеграции, часто арестовывали и пытали. В 1983 году Международная амнистия опубликовала инструкции для военного персонала, в которых описывалось как причинять физические и моральные страдания, и предостережения войскам «избегать фотографирования во время пыток (электрическим током, раздеванием догола и т. д.)». В своих мемуарах 1997 года («Незавершённая борьба Восточного Тимора: Внутри тиморского сопротивления») Констансио Пинто описывает пытки со стороны индонезийских солдат: «С каждым вопросом я получал два или три удара в лицо. Когда так сильно бьют в лицо, кажется, что оно разламывается на части. Они били меня по спине и по бокам руками, а затем — ногами. [В другом месте] они психологически пытали меня; они не били, но угрожали убить меня. Они даже положили на стол оружие». В книге Мишель Тёрнер «Рассказывая о Восточном Тиморе: Персональные свидетельства 1942—1992» женщина по имени Фатима описывает пытки в тюрьме Дили: «Они заставляли людей садиться на стулья, ножки которых ставили сидящему на пальцы ног. Это сумасшествие, да. Солдаты смешивали свою мочу с едой и давали её заключённым. Они использовали электрошок и электрические машины…»

### Насилие над женщинами
Жестокое обращение индонезийских военных с женщинами в Восточном Тиморе часто проявлялось и было хорошо задокументировано. В дополнение к произвольным задержаниям, пыткам и внесудебным убийствам женщины сталкивались с изнасилованиями и сексуальными домогательствами, иногда только за то, что их родственники принимали участие в движении за независимость. Точное число жертв сложно оценить из-за сильного военного контроля во время оккупации и испытываемого жертвами стыда. В отчёте о насилии над женщинами в Индонезии и Восточном Тиморе Amnesty International пишет: «Женщины неохотно сообщают о насилии и сексуальных домогательствах неправительственным организациям, не говоря уже о полиции или армии».
Другими формами насилия против женщин являлись нападки, устрашение и принудительные браки. Отчёт Amnesty рассказывает о случае женщины, принуждённой жить с командиром в Баукау, которая после её освобождения ежедневно подвергалась нападкам со стороны войск. Такие «браки» происходили постоянно на всём протяжении оккупации. Женщин также подстрекали соглашаться на стерилизационные процедуры, на некоторых оказывали давление для принятия гормональных инъекций, порой без полной осведомлённости об их воздействии.
В 1999 году исследовательница Ребекка Уинтерс выпустила книгу «Буибере: Голос восточнотиморских женщин», описывающий множество личных историй насилия и жестокого обращения с ранних дней оккупации. Одна из женщин рассказывает, что она была допрошена полураздетой, её пытали, к ней приставали и ей угрожали смертью. Другая описывает, что военные сковали её по рукам и ногам, неоднократно насиловали и допрашивали неделями. Женщина, готовившая еду партизанам из FRETILIN, была арестована, о неё тушили сигареты, пытали электричеством и заставили голой пройти через строй солдат в резервуар, наполненный мочой и фекалиями.

### Принудительный голод
Так как значительную часть населения согнали в лагеря временного содержания, производство еды было серьёзно ограничено. В лагерях людям было разрешено заниматься земледелием только на небольшом участке земли неподалёку, постоянное использование одних и тех же участков истощило плодородие почв. В конце 1970-х недоедание и голод стали уносить тысячи жизней . Один из работников церкви сообщил, что в одном округе каждый месяц умирают 500 восточнотиморцев. World Vision International посетила Восточный Тимор в октябре 1978 года и заявила, что 70 тысяч жителей Восточного Тимора находятся под угрозой голода. Представитель Международного комитета Красного Креста сообщал в 1979 году, что 80 процентов населения одного из лагерей плохо питается, а ситуация «плоха настолько же, как в нигерийской Биафре». МККК предупреждало, что «десятки тысяч находятся на грани голода». Индонезия сообщила, что она работает в этом направлении через управляемый правительством Индонезийский Красный Крест, но NGO Action for World Development опровергла эту информацию, сказав, что организация продаёт получаемую ею донорскую помощь.
В 2006 году Комиссия по установлению истины, принятию беженцев и примирению в Восточном Тиморе выпустила 2500-страничный отчёт, который обвинял индонезийских военных в использовании принудительного голода как оружия для уничтожения восточнотиморского мирного населения, и что большому количеству населения было «явно отказано в доступе к еде или её источникам». Отчёт, основываясь на интервью с более чем 8000 очевидцев, а также индонезийских военных бумагах и разведки из международных источников, гласил, что Индонезия использовала химическое оружие и напалм для отравления еды и водных ресурсов. Итоговый отчёт группы цитирует свидетельства отдельных лиц, которым было отказано в еде, и детали уничтожения урожаев и домашнего скота индонезийскими солдатами. В нём количество погибших от голода и болезней в результате оккупации оценивается как минимум в 73 тысяч человек.

### Злоупотребления со стороны FRETILIN
Индонезийское правительство сообщило в 1977 году, что несколько массовых захоронений, содержащих «дюжины» людей, убитых FRETILIN, были найдены возле Айлеу (порт. Aileu) и Саме (порт. Same). Международная амнистия подтвердила эти отчёты в 1985 году, а также выразила озабоченность по поводу нескольких внесудебных убийств, за которые FRETILIN взяла ответственность. В 1997 году Human Rights Watch осудила серию атак, осуществлённых FRETILIN, которые привели к смерти девяти мирных граждан.

### Демография и экономика

Индонезийский флаг Восточного Тимора

Португальский язык был запрещён в Восточном Тиморе, индонезийский же стал языком правительства, образования и торговли, в школах введена индонезийская школьная программа. Официальная индонезийская идеология Панча Сила (индон. Pancasila) была распространена на Восточный Тимор, должность госслужащего могли получить лишь те, кто имел сертификат по ней.
Восточнотиморские анимистские верования не вписывались в конституционный в Индонезии монотеизм, что вылилось в массовые обращения в христианство. Португальское духовенство было заменено индонезийским и латинская и португальская месса были заменены индонезийской. Перед вторжением меньше 30 процентов населения Восточного Тимора принадлежало к Римской католической церкви, в 1980-х уже 80 % были зарегистрированы как католики.
Восточный Тимор был особенно важен для правительственной трансмиграционной программы, целью которой было переселить индонезийцев из густонаселённых в менее населённые регионы. Цензура СМИ означала, что состояние конфликта в Восточном Тиморе было неизвестно мигрантам, преимущественно яванским и балийским рисовым фермерам. После приезда они становились жертвами нападений тиморского сопротивления, местные жители относились к ним плохо, так как для реализации программы трансмиграции правительство присвоило большие участки земли. Хоть многие из мигрантов и вернулись на родину, те, кто остались, сыграли роль в «индонезианизации» (англ. Indonesianisation) Восточного Тимора. 662 семьи трансмигрантов (2208 человек) поселились в Восточном Тиморе в 1993 году, тогда как приблизительно 150 000 индонезийских поселенцев жили в Тиморе по состоянию на середину 90-х, включая тех, кто работал в сфере образования и администрации. Миграция увеличила недовольство со стороны тиморцев, на рабочие места которых приехали более предприимчивые иммигранты.
После вторжения португальские коммерческие интересы сменились индонезийскими. Граница с Восточным Тимором открылась, что стало причиной наплыва западнотиморских фермеров, а в январе 1989 года территория открылась для частных инвестиций. Экономическая жизнь в городах впоследствии перешла под контроль бугисских, бутонских и макасарских предпринимателей-иммигрантов из Южного Сулавеси, в то время как товары с Восточного Тимора экспортировались по договорённости между армейскими чиновниками и индонезийскими бизнесменами. «Denok», контролируемая армией фирма, монополизировала некоторые из наиболее прибыльных сфер экономики Восточного Тимора, включая экспорт сандалового дерева, отели и импорт потребительских товаров. Наиболее прибыльной частью торговли группы, тем не менее, была монополия на экспорт кофе — самой ценной товарной культуры . Индонезийские предприниматели стали доминировать в отраслях, неконтролируемых «Denok», а местные производители португальского периода перешли на индонезийский импорт.
Главным ответом индонезийского правительства на критику используемых методов было подчёркивание объёма инвестиций страны в развитие в Восточном Тиморе здравоохранения, образования, коммуникаций, транспортировки и сельского хозяйства. Восточный Тимор, тем не менее, оставался бедным все века португальского колониального правления и индонезийский критик Джордж Адичондро (индон. George Aditjondro) высказывает точку зрения, что конфликт в ранние годы оккупации привёл к резкому падению производства кофе и риса, а также поголовья рогатого скота. Другие критики соглашаются, что строительство инфраструктуры часто осуществлялось для содействия индонезийским военным и экономическим интересам. В то время как военные контролировали ключевые предприятия, частные инвесторы, как индонезийские, так и международные, избегали эту территорию. Несмотря на улучшения по сравнению с 1976 годом, отчёт индонезийского правительства 1993 года оценивал, что в трёх четвертях округов Восточного Тимора половина населения живёт за чертой бедности.

## 1990-е годы

### Изменения в движении сопротивления и политике Индонезии
Крупные вложения индонезийского правительства для улучшения инфраструктуры, здравоохранения и образования в Восточном Тиморе не покончили с сопротивлением тиморцев индонезийскому правлению. Хоть в 1980-х силы FRETILIN сократились до нескольких сотен вооружённых людей, в дальнейшем организация наладила контакты с молодёжью, особенно в Дили, после чего оформилось невооружённое гражданское сопротивление, стремящееся к самоопределению.
Многие из участников протестного движения были детьми на момент вторжения и получили образование уже при индонезийцах. Они негодовали из-за репрессий тиморской культурной и политической жизни индонезийской властью, испытывали смешанные чувства по поводу экономического развития Тимора Индонезией и разговаривали в быту на португальском, настаивая на своём португальском происхождении. Ища помощи от Португалии в самоопределении, они твёрдо считали, что Индонезия — оккупационная сила. За рубежом такие члены FRETILIN, как бывший журналист Жозе Рамуш-Орта (в дальнейшем — премьер-министр и президент), обращали внимание на их ситуацию на дипломатических встречах.
Ослабленное вооружённое сопротивление побудило индонезийское правительство открыть в 1988 году Восточный Тимор для улучшения его коммерческих перспектив, включая отмену запрета на поездки в регион журналистов. Новая политика в этом отношении стали результатом деятельности министра иностранных дел Али Алатаса, несмотря на возражения армейских лидеров, боявшихся потерять контроль. Алатас и дипломаты склонили Сухарто к изменению политики в качестве ответа на международные резолюции. В конце 1989 года военный командующий Муляди был заменён Рудольфом Вароувом (индон. Rudolf Warouw), который пообещал более «убеждающий» подход к противникам интеграции. Ограничения на путешествия внутри территории были ослаблены, группы политических заключённых были отпущены, а пытки в допросах стали использовать реже. Вароув пытался усилить военную дисциплину: в феврале 1990 года индонезийский солдат был осуждён за неправомерное поведение в Восточном Тиморе, что стало первым таким случаем со времён вторжения.
Снижение страха преследования вдохновило движения сопротивления; антиинтеграционные протесты сопровождали каждый приезд высокопоставленных лиц в Восточный Тимор, включая приезд папы Иоанна Павла II в 1989 году. После окончания Холодной войны на Западе по большей части перестали оправдывать индонезийскую оккупацию. Получившие международное внимание проблемы самоопределения и прав человека оказали дальнейшее давление на Индонезию. Более поздние события в Восточном Тиморе в 90-х годах помогли разительно повысить интерес к нему со стороны международного сообщества, что значительно ускорило активность сопротивления.

### Массовое убийство на кладбище Санта-Круш

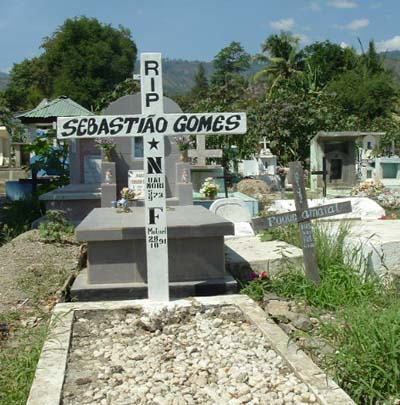
Массовое убийство на кладбище Санта-Круш произошло во время мемориальной процессии до могилы Себастьяна Гомиша

12 ноября 1991 года во время мемориальной мессы по убитому индонезийскими войсками юноше, демонстранты численностью 2500 человек развернули флаг FRETILIN и плакаты с лозунгами за независимость; демонстрация была шумной, но мирной. После непродолжительной стычки между индонезийскими войсками и протестующими 200 индонезийских солдат открыли огонь по толпе, убив по меньшей мере 250 тиморцев.
Свидетельские показания иностранцев быстро дошли до международных новостных организаций, а видеозапись убийств много раз транслировали по телевидению. В ответ на убийство активисты по всему миру выражали солидарность с Восточным Тимором и с новой настойчивостью зазвучали мнения о самоопределении. Tapol, британская организация, созданная в 1973 году для поддержания демократии в Индонезии, увеличила объём своей работы в Восточном Тиморе. В США была основана и вскоре открыла отделения в десяти городах страны East Timor Action Network (сейчас East Timor and Indonesia Action Network, ETAN). Другие группы солидарности появились в Австралии, Бразилии, Германии, Ирландии, Малайзии, Португалии и Японии.
Освещение убийств было живым примером того, как выросли новые индонезийские СМИ, и как всё более и более трудно для «Нового порядка» контролировать информацию, поступающую и исходящую из Индонезии, а также то, что после окончания «холодной войны» правительство всё больше и больше подпадало под пристальное внимание международного сообщества. Всё большее число про-демократически настроенных студенческих групп и их изданий начали открыто и критически обсуждать не только Восточный Тимор, но также и сам «Новый порядок» и общую историю, и будущее Индонезии.
Острое неодобрение армии было высказано не только в международном сообществе, но и среди индонезийской элиты. Но массовое убийство послужило поводом для отмены облегчения доступа к территории острова, осуществлённого в 1989 году, и начала нового периода репрессий. Вароу был снят с поста, а его «более гибкий» подход к сопротивлению был свёрнут его начальниками. Подозреваемые в симпатии к FRETILIN были арестованы, увеличилось число нарушений прав человека, а запрет на присутствие иностранных журналистов был возобновлён. Возглавляемое Прабово Субианто спецподразделение индонезийской армии Копассуса (индон. Kopassus) организовало тренировки бандам, отличительной чертой которых были чёрные капюшоны, чтобы они сломили оставшееся сопротивление. В результате ненависть восточных тиморцев к индонезийской военной оккупации усилилась.

### Арест Шананы Гусмана
20 ноября 1992 года лидер FRETILIN Шанана Гусман был арестован индонезийскими властями. В мае он был приговорён к пожизненному заключению за «восстание», но в дальнейшем приговор был заменён на заключение сроком 20 лет. Арест признанного лидера сопротивления стал большой проблемой антиинтеграционного движения в Восточном Тиморе, но Гусман продолжал быть символом надежды даже из тюрьмы Чипинанг. Тем временем ненасильственное сопротивление восточнотиморцев продолжалось. Когда тогдашний президент США Билл Клинтон посетил Индонезию в 1994 году, 29 восточнотиморских студентов пикетировали посольство США в знак протеста против поддержки ими Индонезии.
В то же время наблюдатели-правозащитники привлекли внимание к продолжающимся нарушениям со стороны индонезийских войск и полиции. Отчёт Human Rights Watch 1995 года отмечает, что «число злоупотреблений на территории [острова] продолжает расти», включая пытки, исчезновения и ограничения фундаментальных прав [человека]. После серии бунтов в сентябре и октябре Amnesty International окритиковала индонезийские власти за волну случайных арестов и пыток. В докладе организации указывается, что задержанных били металлическими прутьями, избивали ногами, им резали кожу и угрожали смертью.

### Нобелевская премия мира
В 1996 году к Восточному Тимору неожиданно было привлечено мировое внимание, когда Нобелевскую премию мира за «усилия по справедливому и мирному разрешению конфликта в Восточном Тиморе» получили епископ Карлуш Белу и Жозе Рамуш-Орта. Нобелевский комитет указал в своём пресс-релизе, что он надеется, что награда «станет стимулом к нахождению дипломатического решения конфликта в Восточном Тиморе, основываясь на праве народов на самоопределение». По словам Ирвина Эбрамса (англ. Irwin Abrams):
Для Индонезии вручение премии было причиной стыда… В публичных заявлениях правительство попыталось отделить лауреатов друг от друга, нехотя признавая премию епископа Белу, над которым, по мнению правительства, оно может осуществлять какой-то контроль, одновременно обвиняя Рамуш-Орта в ответственности за зверства во время гражданского противостояния в Восточном Тиморе и называя его политическим оппортунистом. На церемонии награждения председатель Нобелевского комитета Сейерстеда ответил на эти обвинения, указав, что во время гражданского конфликта Рамуш-Орта даже не присутствовал в стране и после возвращения он пытался помирить две партии.
Оригинальный текст (англ.)For Indonesia the prize was a great embarrassment.... In public statements the government tried to put distance between the two laureates, grudgingly recognising the prize for Bishop Belo, over whom it thought it could exercise some control, but accusing Ramos-Horta of responsibility for atrocities during the civil strife in East Timor and declaring that he was a political opportunist. At the award ceremony Chairman Sejersted answered these charges, pointing out that during the civil conflict Ramos-Horta was not even in the country and on his return he tried to reconcile the two parties.

Дипломаты из Индонезии и Португалии тем временем продолжали проводить консультации, необходимые по резолюции ГА ООН 1982 года и организовали серию встреч для того, чтобы решить проблему, которую министр иностранных дел Али Алатас назвал «камешком в индонезийском ботинке».

## Конец индонезийской оккупации
Возобновлённые попытки посредничества между Индонезией и Португалией под эгидой ООН начались в начале 1997 года.

### Перемены в Индонезии

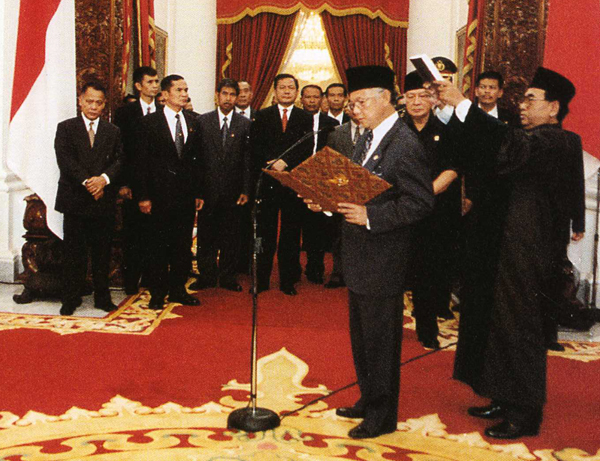
Бухаруддин Юсуф Хабиби принимает президентскую присягу 21 мая 1998 года

Независимость Тимора или его региональная автономия были невозможны во время Нового порядка Сухарто. Несмотря на то, что индонезийское общественное мнение в 1990-е годы показывало понимание положения в Тиморе, среди индонезийцев было широко распространено опасение, что независимый Восточный Тимор может дестабилизировать единство всей Индонезии. Азиатский финансовый кризис, однако, привёл к большим переменам в Индонезии и стал причиной отставки Сухарто в мае 1998 года, закончив его 32-летнее правление. Прабово, находившийся в то время уже в управлении Индонезийского стратегического резерва, отправился в изгнание в Иорданию, а военные операции в Восточном Тиморе стоили разорившемуся индонезийскому правительству миллион долларов в день. Последовавшая «реформация» (индон. Reformasi) стала переходным периодом политической открытости, включая ранее неслыханные дебаты по индонезийским отношениям с Восточным Тимором.
Последние месяцы 1998 года дискуссии проводились в Дили, причём движение шло в направлении референдума. Министр иностранных дел Алатас описал планы постепенной передачи региону автономии, впоследствии ведущей к возможной независимости как «сплошные проблемы, никакой пользы» для Индонезии. 8 июня 1998 года, через три недели после занятия должности преемник Сухарто Бухаруддин Юсуф Хабиби (индон. Bacharuddin Jusuf Habibie) анонсирует, что Индонезия предложит Восточному Тимору специальный план получения автономии.
В конце 1998 года австралийское правительство написало Индонезии письмо, уведомляя о смене австралийской внешней политики в отношении проблемы и советуя начать референдум о независимости в течение следующих десяти лет. Президент Хабиби увидел в этом намёк на «колониальное правление» со стороны Индонезии и решил созвать референдум по данному вопросу.
Индонезия и Португалия 5 мая объявили о том, что достигнуто соглашение о проведении референдума, в котором жители Восточного Тимора смогут выбрать между автономией или независимостью. Голосование под управлением миссии ООН в Восточном Тиморе (МООНВТ) должно было быть проведено 8 августа, но было отсрочено до 30-го. Индонезия также взяла на себя ответственность за безопасность, что вызвало беспокойство в Восточном Тиморе; однако многие наблюдатели считали, что в противном случае Индонезия запретила бы иностранным миротворцам находиться в Тиморе во время голосования.

### Референдум 1999 года
Когда группы, выступавшие за автономию и независимость, начали агитационную кампанию, несколько проиндонезийских военизированных группировок — прежде всего Aitarak Эурику Гутерриша — начали угрожать насилием и, впоследствии, стали его применять по всей стране. Обвинив МООНВТ в поддержке независимости, группы были обучены индонезийскими военными, сотрудничали с ними и с администрацией губернатора Абилиу Жозе Озориу Суареша. Перед оглашением Майского договора десятки восточнотиморцев были убиты в результате нападения в Ликисе. 16 мая 1999 года в деревне Атара банда, сопровождаемая индонезийскими военными, атаковала людей, которых они сочли активистами кампании за независимость; в июне другая группа напала на офис МООНВТ в Мальяне. Индонезийские власти заявляли, что беспомощны и не могут остановить насилие между сторонами, но Рамуш-Орта вместе с многими другими людьми высмеивал подобную точку зрения. В феврале 1999 года он сказал: «Перед отступлением она [Индонезия], как всегда и обещала, хочет вызвать хаос и дестабилизации. Мы слышали это в течение многих лет от индонезийской армии на Тиморе».
В то время как лидеры военных предупредили о «кровавой бане», индонезийский посол по специальным поручениям Франсишку Лопеш да Круш заявил: «Если народ отвергнет автономию, есть вероятность кровопролития в Восточном Тиморе». Одна из военизированных группировок заявила, что голосование за независимость приведёт к «морю огня», отсылая к «Бандунгкскому морю огня», одному из эпизодов индонезийской войны за независимость от нидерландцев. С приближением даты голосования отчёты о насилии против сторонников предоставления независимости продолжали поступать.
День голосования, 30 августа 1999 года, был в целом спокойным. Проголосовало 98,6 процентов зарегистрированных избирателей; 4 сентября тогдашний генеральный секретарь ООН Кофи Аннан объявил, что 78,5 процентов голосов были отданы за независимость. Верившие в слова «Нового порядка» о том, что тиморцы хотят интеграции, индонезийцы были шокированы и отказывались верить в результаты голосования. Многие репортажи СМИ обвиняли наблюдателей из ООН и Австралии в давлении на Хабиби.
В течение нескольких часов после оглашения результатов референдума военизированные группировки стали нападать на людей и устраивать поджоги в столице, Дили. Иностранные журналисты и наблюдатели выборов спасались бегством, десятки тысяч восточнотиморцев сбежали в горы. Исламистские банды атаковали здание католической епархии, убив два десятка человек; на следующий день штаб-квартира МККК была атакована и сгорела дотла. Почти сто человек были убиты в дальнейшем в Суаи, многочисленные отчёты о похожих случаях резни поступали со всего Восточного Тимора. ООН отозвала большинство своих служащих, но огороженные территории в Дили были наводнены беженцами. Четыре работника ООН отказались от эвакуации до тех пор, пока беженцы не будут спасены, сказав, что они предпочтут погибнуть от рук вооружённых группировок. В то же время индонезийские войска и полувоенные банды насильно отправили более 200 000 человек в Западный Тимор, в лагеря; условия содержания там получили от Human Rights Watch эпитет «плачевные».
В ходе встречи с делегацией ООН в Джакарте 8 сентября президент Индонезии назвал сообщения о кровопролитии в Восточном Тиморе «фантазиями» и «ложью». Генерал индонезийской армии Виранто (индон. Wiranto) настойчиво утверждал, что его солдаты держат ситуацию под контролем, а затем выразил свои эмоции о Восточном Тиморе исполнением хита 1975 года Feelings на мероприятии для жён военных.

### Уход индонезийцев и усилия по поддержанию мира

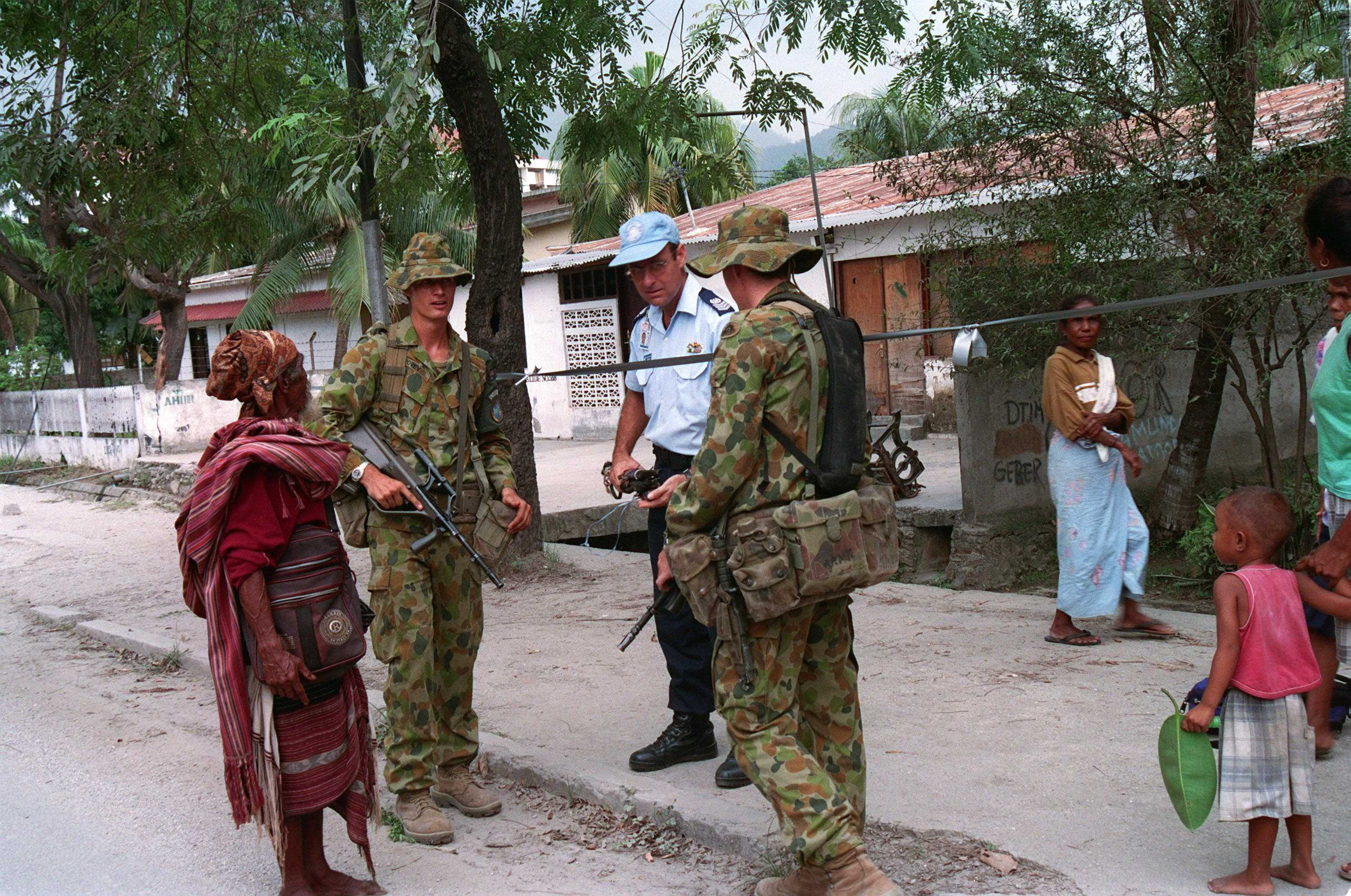
Войска МСВТ вошли в Дили 20 сентября, через две недели после начала последней волны насилия проиндонезийскими группировками

Насилие вызвало негативную общественную реакцию в Австралии, Португалии и других странах, а активисты этих стран оказывали давление на свои правительства для принятия мер. Австралийский премьер-министр Джон Говард совещался с генсеком ООН Кофи Аннаном и лоббировал президента США Билла Клинтона поддержать вступление в Восточный Тимор возглавляемых Австралией международных миротворческих сил для прекращения беспорядков. США предоставили необходимые в то время логистические и разведывательные ресурсы и сдерживающее присутствие, но не выделили для операции войска. В конце концов, 11 сентября Билл Клинтон заявил:
Я ясно дал понять, что моя готовность содействовать дальнейшей экономической помощи со стороны международного сообщества будет зависеть от того, какие меры с сегодняшнего дня будет принимать Индонезия.
Индонезия, находясь в тяжёлом финансовом состоянии, смягчила позицию. Президент Хабиби заявил 12 сентября, что Индонезия отзовёт своих солдат и даст австралийским миротворческим войскам войти в Восточный Тимор.
15 сентября 1999 года Совет безопасности ООН выразил озабоченность об ухудшении ситуации в Восточном Тиморе и выпустил резолюцию 1264, призывающую международный миротворческий контингент восстановить мир и безопасность для защиты и поддержки миссии ООН и для облегчения операций по оказанию гуманитарной помощи до тех пор, пока миротворческие силы ООН не будут одобрены и дислоцированы на территории Тимора.
Международные силы в Восточном Тиморе (МСВТ) под командованием австралийского генерал-майора Питера Косгроува вошли в Дили 20 сентября, а 31 октября последние части индонезийских войск покинули Восточный Тимор. Прибытие тысяч солдат международных войск в Восточный Тимор привело к тому, что незаконные вооружённые формирования бежали через границу в Индонезию, откуда осуществляли затем единичные вылазки против МСВТ.
Временная администрация ООН в Восточном Тиморе (ВАООНВТ) была основана в конце октября и управляла регионом два года. Контроль над государством был передан правительству Восточного Тимора, и 20 мая 2002 года была объявлена независимость. 27 сентября того же года Восточный Тимор присоединился к ООН как его 191-й член.
Большая часть военных сил МСВТ была австралийцами — на пике операции в ней участвовало более чем 5500 военных из Австралии, включая бригаду пехоты с бронетанковой и авиационной поддержкой; в итоге 22 государства внесли свой вклад в МСВТ, число войск в которых насчитывало более 11 000 человек. Соединённые Штаты предоставляли важную логистическую и дипломатическую поддержку во время кризиса, в то время как крейсер USS Mobile Bay был послан защищать морской флот МСВТ, а батальон морской пехоты из 1000 человек, вместе с бронетанковой техникой и артиллерией отправились в Восточный Тимор на борту USS Belleau Wood для предоставления стратегического резерва в случае значительного вооружённого сопротивления.

## Международная реакция
Индонезия воспользовалась страхом перед коммунизмом западных стран, включая Австралию и США, для получения поддержки перед вторжением и оккупацией Восточного Тимора. Вторжение и подавление движения за независимость Восточного Тимора послужило серьёзным ударом по индонезийской репутации в мире и международному доверию к ней. Критика со стороны развивающихся стран сделала невозможным возглавление Индонезией Движения неприсоединения, чего добивался Сухарто; осуждение страны продолжалось до 1990-х годов.

### Австралия
В сентябре 1974 года австралийский премьер-министр Гоф Уитлэм встретился с Сухарто и заявил, что он будет поддерживать Индонезию в случае, если она аннексирует Восточный Тимор. 11 ноября 1975 года правительство Уитлэма было распущено. Это наложило ограничения на временное правительство Малколма Фрейзера. До того, как стали известны результаты выборов 13 декабря, любое действие требовало поддержки от обеих политических партий и генерал-губернатора. 4 декабря 1975 года Австралия безуспешно добивалась принятия резолюции ООН о статусе Восточного Тимора, австралийское правительство эвакуировало своих граждан и других иностранных подданных из Дили.
Жозе Рамуш-Орта прибыл в Дарвин 5 сентября, заявив, что гуманитарные организации Австралийский Красный Крест и Австралийское общество международной помощи Тимору (ASIAT) были запрещены в Восточном Тиморе. На той же пресс-конференции Орта сказал, что Восточный Тимор и правительство FRETILIN не примут никакой помощи со стороны ООН, если в её оказании примет участие Австралия.
После победы в декабрьских выборах правительство Фрейзера решило, что торговля с Юго-Восточной Азией и политические связи с ней слишком важны для того, чтобы быть поставленными на кон из-за «безнадёжного дела». Австралия воздерживалась при голосованиях за резолюции ООН от 1976 и 1977 года, а в 1978 году стала единственным государством, официально признающим Восточный Тимор провинцией Индонезии.

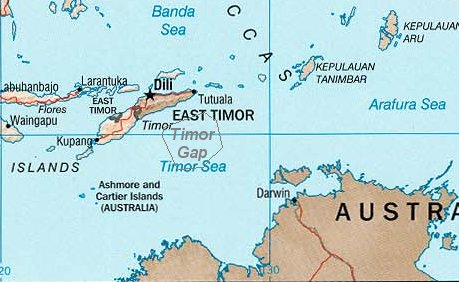
Вскоре после признания аннексии Восточного Тимора в 1978 году Австралия начала переговоры с Индонезией о разделении ресурсов, найденных в Тиморском море

Год спустя Австралия и Индонезия начали подготовку договора, разделяющего ресурсы в Тиморском море. Соглашение было подписано в декабре 1989 года, охватывая добычу от одного до семи миллиардов баррелей нефти. Этот договор, вместе с общим экономическим сотрудничеством с Индонезией, часто упоминается как решающий фактор для позиции австралийского правительства. Но учитывая, что почти 60 000 восточнотиморцев погибли во время битвы между австралийскими и японскими войсками, последовавшей за вторжением в Тимор японцев во время Второй мировой войны, некоторые австралийцы были уверены, что их правительство задолжало бывшей португальской колонии. Джеймс Данн, старший советник по международным отношениям до и во время оккупации, осуждал позицию правительства, заявляя потом: «То, что рассматривалось как важная стратегическая позиция в 1941-м, в 1974-м неактуально и незначительно». Некоторые австралийские ветераны Второй мировой войны протестовали против оккупации по похожим причинам.
Следующие австралийские правительства считали хорошие отношения и стабильность в Индонезии, крупнейшем соседе Австралии, буфером для безопасности севера Австралии, но ситуация с Восточным Тимором усложняла сотрудничество между странами. Австралия являлась важным безопасным укрытием для защитников восточнотиморской независимости, таких, как Жозе Рамуш-Орта, который жил в Австралии в период изгнания. Австралийская торговля с Индонезией росла в период 1980-х, правительство Китинга подписало пакт о безопасности с Индонезией в 1995 году и дало приоритет хорошим отношениям с Индонезией. Отставка Сухарто и изменения в политике австралийского премьер-министра Джона Говарда в 1998 году поспособствовали ускорению принятия предложения о проведении референдума по вопросу независимости Восточного Тимора. В конце 1998 год Джон Говард и министр иностранных дел Александр Даунер подготовили письмо Индонезии об изменениях в австралийской позиции, предлагая дать шанс Восточному Тимору проголосовать о независимости в течение десятилетия.
Письмо огорчило индонезийского президента Хабиби, который видел в нём обвинение Индонезии в колониализме, и он решил провести референдум в скором времени. Спонсируемый ООН референдум был проведён в 1999 году и показал, что подавляющее большинство жителей поддерживает независимость, но за этим последовали ожесточённые столкновения и кризис безопасности, организованный вооружёнными группировками, выступающими против независимости. Австралия возглавила санкционированные ООН международные силы в Восточном Тиморе для прекращения насилия и восстановления порядка. В то время как вмешательство было успешным, австралийско-индонезийские отношения восстановились лишь через несколько лет.
Австралийская лейбористская партия изменила политику по отношению к Восточному Тимору в 1999 году и приняла сторону поддержки восточнотиморской независимости и противодействия индонезийскому присутствию в регионе, как заявил её представитель по международным делам Лори Бреретон (англ. Laurie Brereton). Авторитет Бреретона оспаривало правительство правящей либерально-национальной коалиции, его премьер-министр Говард и министр иностранных дел Доунер. Поддержку кампании оказывал тогдашний член парламента от лейбористов Кевин Радд, впоследствии приведший лейбористскую партию к победе на выборах 2007 года.

### Португалия
На следующий день после вторжения Португалия прервала дипломатические отношения с Индонезией и начала поддерживать резолюции ООН, осуждающие вторжение. Тем не менее, в конце 70-х — начале 80-х португальское правительство неохотно обсуждало данную проблему; американский специалист по Индонезии Бенедикт Андерсон (англ. Benedict Anderson) предполагал, что причиной этому была неопределённость в отношении заявки Португалии на вступление в Европейское экономическое сообщество. Португальская критика резко начала возрастать с середины 1980-х и, под общественным давлением страна стала одним из наиболее известных активистов на международных обсуждениях вопроса самоопределения Восточного Тимора. На протяжении 1990-х Португалия принимала участие в посредничестве ООН с Индонезией.

### США
В середине 1970-х США завершали отступление из Индокитая. Непреклонная антикоммунистическая Индонезия рассматривалась ими как существенный противовес в регионе и дружеские отношения с индонезийским правительством считались более важными, чем деколонизационный процесс в Восточном Тиморе. Соединённые Штаты также хотели сохранить свой доступ к глубоководным проливам Индонезии для необнаружимого прохода подводных лодок между Индийским и Тихим океанами.

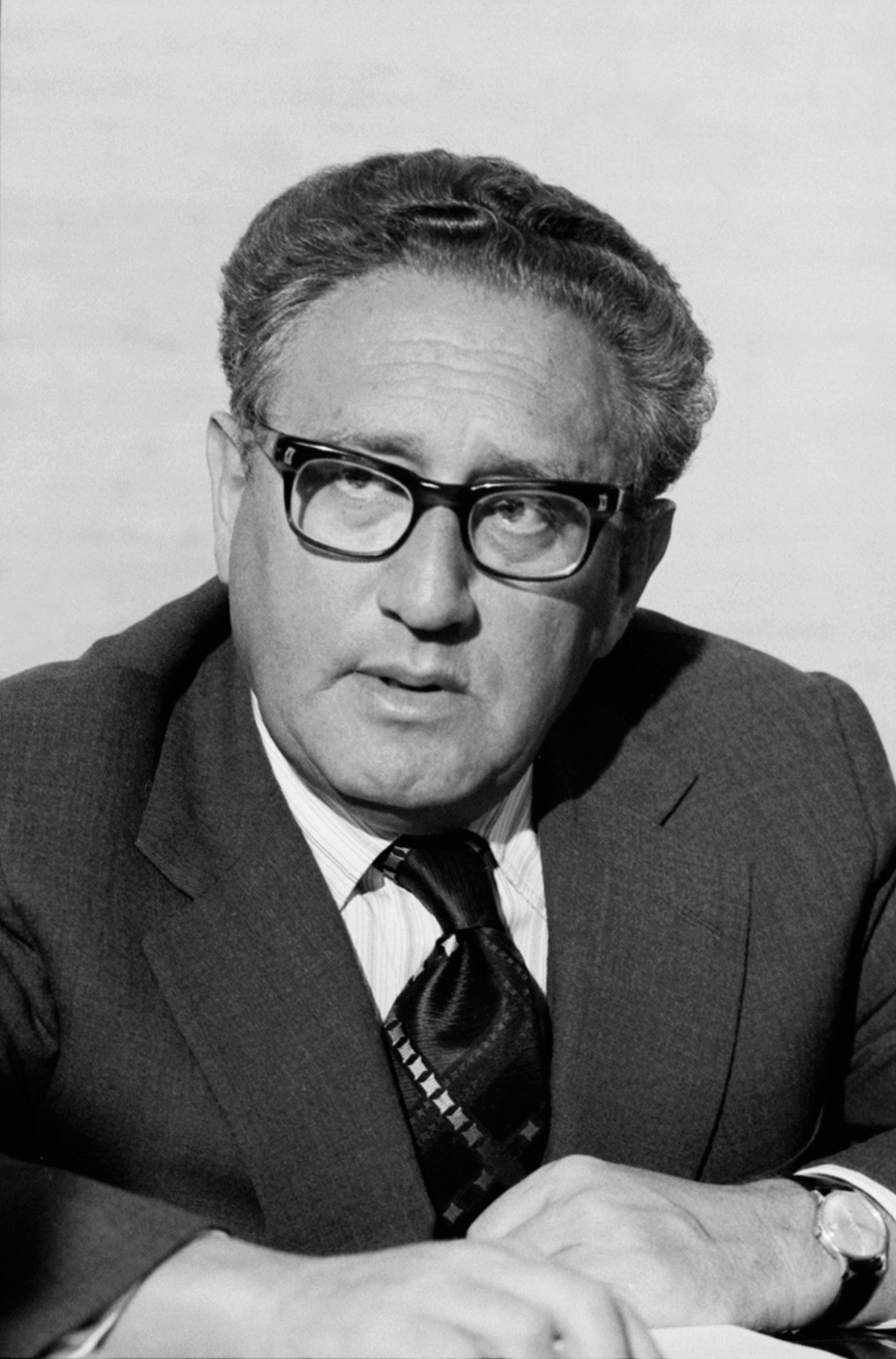
Госсекретарь США Генри Киссинджер с президентом Джеральдом Фордом обсуждали Восточный Тимор с президентом Сухарто за день до вторжения и сказали «Мы поймём вашу позицию и не будем препятствовать вам в вопросе»

За день до вторжения президент США Джеральд Форд и госсекретарь Генри Киссинджер встретились с индонезийским президентом Сухарто и, по имеющимся сообщениям, дали своё согласие на вторжение. В ответ на реплику Сухарто «Мы хотим вашего понимания, если нами будет сочтено необходимым принять быстрые и решительные действия [в Восточном Тиморе]», на что Форд ему ответил «Мы поймём вашу позицию и не будем препятствовать вам в этом вопросе. Мы понимаем проблему и имеющиеся у вас намерения». Киссинджер также согласился, хотя у него и были опасения, что использование созданного в США оружия во вторжении будет выставлено на всеобщее обозрение, говоря о своём желании «повлиять на реакцию в Америке» так, чтобы «было меньше шансов, что люди будут обсуждать ситуацию в нежелательном для правительства направлении». США также выразили надежду, что вторжение будет стремительным и не повлечёт за собой длительного сопротивления. «Вне зависимости от того, что вы станете делать, очень важно, чтобы это быстро закончилось», сказал Киссинджер Сухарто. Главным страхом Киссинджера, вероятно, было то, что, если полукоммунистический FRETILIN насильственно захватит власть, это может вдохновить на подобные победы коммунистов по всей Азии и, возможно, даже к появлению сепаратистских восстаний, поставящих под угрозу существование Индонезии как государства.
США поставляли оружие в Индонезию во время вторжения и последующей оккупации. Через неделю после вторжения Совет национальной безопасности подготовил детальный анализ, который выявил, что подавляющее большинство военной техники было предоставлено США. В то время как американское правительство говорило, что оно приостановило военную помощь с декабря 1975-го по июнь 1976-го, на самом деле её размер был выше, чем предложил Государственный департамент, и Конгресс продолжал увеличивать его почти вдвое. Военная помощь США и продажа оружия в Индонезию увеличилась с 1974 года и продолжалась до времён Буша и Клинтона, прекратившись лишь в 1999 году. Между 1975-м и 1980-м годами, когда насилие в Восточном Тиморе достигло пика, США потратили примерно 340 миллионов долларов в военное обеспечение индонезийского правительства. Объём торговли оружием между США и Индонезией в 1975—1995 годах составил примерно 1,1 миллиарда долларов.
Комиссия по установлению истины, принятию беженцев и примирению ООН утверждала в главе «Ответственность» своего итогового отчёта, что «военная и политическая помощь [США] была существенной во время индонезийских вторжения и оккупации» Восточного Тимора в период с 1975 по 1999 годы. Отчёт (стр. 92) также утверждал, что «предоставление оружия США было решающим для индонезийского потенциала активизации военных операций с 1977 года, направленных на уничтожение сопротивления, в чём ключевую роль сыграла авиация, поставлявшаяся США».
FRETILIN утверждал, что степень поддержки усилий правительства Индонезии в Восточном Тиморе со стороны США, возможно, вышла за пределы дипломатической и материальной помощи. Отчёт United Press International из Сиднея, датированный 19 июня 1978 года, цитирует пресс-релиз FRETILIN, утверждающий следующее: «Американские военные советники и наёмники боролись вместе с индонезийскими солдатами против FRETILIN в двух сражениях … В то же время американские пилоты летают на OV-10 Bronco для помощи индонезийской авиации в бомбардировочных налётах на освобождённые территории под контролем FRETILIN».
Соединённые Штаты воздерживались от голосования по большинству резолюций ООН, осуждающих индонезийское вторжение. Дэниэл Патрик Мойнихэн, представитель США в ООН в то время, написал позднее в мемуарах: «Госдепартамент желал, чтобы любые меры, которые предпринимала ООН, оказались совершенно неэффективными. Задача обеспечить это была дана мне, и я исполнял её с немалым успехом».

### Филиппины
Из-за сильных связей с Индонезией Филиппины изначально не осудили вторжение. Они не только запретили въезд Рамуш-Орта в страну в 1997 году (когда он был приглашён прочитать лекцию в Университете Филиппин в Дилимане), но и внесли его в чёрный список пограничников.
Однако, с увеличением поддержки независимости различными странами Филиппины изменили политику. После референдума Филиппины внесли свой вклад в медицинское и логистическое обеспечение МСВТ, но не войска. Разделяя одну и ту же религию с восточными тиморцами, Филиппины впоследствии стали союзником Восточного Тимора и сохраняют с ним хорошие отношения. Жозе Рамуш-Орта был убран из чёрного списка и регулярно читает лекции в различных университетах Филиппин, самые известные из которых — Университет Филиппин в Дилимане, Политехнический университет Филиппин, Университет де ла Саль и Университет Атенео де Давао.

### Другие страны

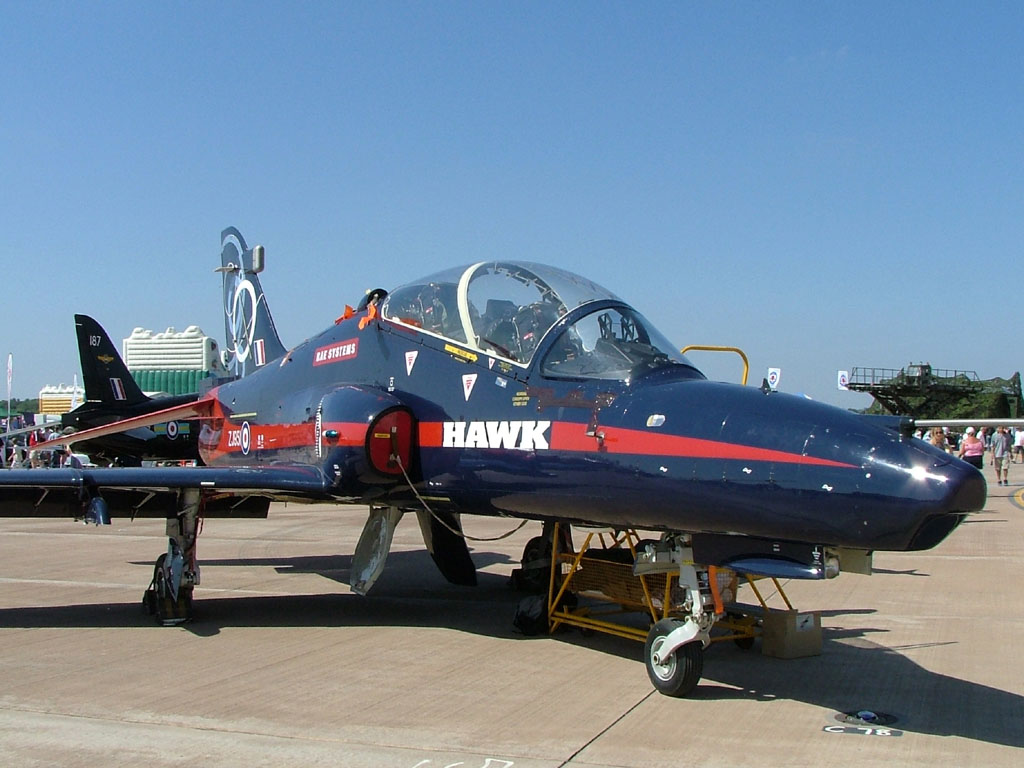
Великобритания продала десятки самолётов BAE Hawk Индонезии во время оккупации, некоторые из которых использовались в кампании «окружения и истребления»

Великобритания, Канада, Индия, Япония и другие страны поддерживали Индонезию во время оккупации Восточного Тимора. Великобритания воздерживалась от голосования по всем резолюциям Генассамблеи ООН, относящихся к Восточному Тимору, и продавала Индонезии оружие в течение всего периода оккупации. В 1978 году Индонезия приобрела 8 учебно-тренировочных самолётов BAE Hawk, которые использовались во время кампании «окружения и истребления». Британия впоследствии продала десятки самолётов Индонезии в 1990-х. Канада воздерживалась от ранних резолюций Генассамблеи по поводу Восточного Тимора, а по трём была против. Канадское правительство постоянно продавало оружие Индонезии во время оккупации, а в 1990-х подтвердила экспорт запасных частей оружия на общую сумму в 400 миллионов канадских долларов.
Индийское правительство также поддерживало Индонезию, связывая оккупацию со своей аннексией Гоа в 1961 году. Некоторые аналитики также отмечали, что медлительность Индонезии препятствовала мирной передаче Восточного Тимора аналогично тому, как Франция действовала при передаче Пондишерри Индии в 1962 году.
Страны-члены Ассоциации государств Юго-Восточной Азии согласованно голосовали против резолюций Генассамблеи ООН, призывающих к самоопределению в Восточном Тиморе. Япония также голосовала против всех восьми резолюций Генассамблеи по поводу Восточного Тимора.

## Итоги

### Число погибших
Точное число погибших во время оккупации трудно установить. Отчёт Комиссии по установлению истины, принятию беженцев и примирению (CAVR) ООН сообщает о как минимум 90 800: 17 600 неправомерных казней и 73 200 смертей от голода (учитывая погрешность исследования). CAVR не рассчитывала верхний предел количества погибших, хотя предположила, что он мог быть 202 600 смертей. Комиссия считает, что индонезийские войска ответственны за примерно 70 процентов насильственных убийств.
Исследователь Бен Кирнан (англ. Ben Kiernan) считает, что «количество в 150 000 человек близко к правде», хотя можно сделать оценки в 200 000 человек и выше. Центр оборонной информации также считает общее число погибших близким к 150 000. В 1974 году католическая церковь оценивала число населения Восточного Тимора в 688 711 человек, в 1982 году она сообщала только о 425 000. Это привело к оценке в 200 000 погибших во время оккупации . Amnesty International и Human Rights Watch считают, что погибло более 200 000 человек.
Согласно Гэбриэлю Деферу (фр. Gabriel Defert), основывающемуся на статистических данных индонезийских и португальских властей и католической церкви, в период с декабря 1975 года по декабрь 1981-го погибли приблизительно 308 000 тиморцев; это составляет около 44 % населения перед оккупацией. Похожие цифры приводит индонезийский профессор Джордж Адитджондро, базирующийся на изучении данных индонезийской армии, говоря, что в ранние годы оккупации действительно погибло 300 000 тиморцев.
Роберт Крибб (англ. Robert Cribb) из Австралийского национального университета утверждает, что количество жертв было сильно преувеличено. Он утверждает, что перепись населения, проведённая в 1980 году и насчитавшая 555 350 тиморцев, несмотря на то, что является «самым надёжным источником из всех», отражает скорее минимальное, нежели максимальное количество населения. «Стоит напомнить, что сотни тысяч восточнотиморцев пропали во время насилия сентября 1999 года только для того, чтобы появиться позже», пишет он. Перепись населения 1980 года становится более неправдоподобной после сравнения с переписью 1987 года, которая насчитала 657 411 тиморцев — для этого бы потребовался прирост населения на 2,5 % в год, почти идентичный очень высоким темпам роста в Восточном Тиморе с 1970 по 1975 год, что маловероятно, если учесть условия жестокой оккупации, особенно — индонезийские усилия по сокращению рождаемости. Отмечая отсутствие личных свидетельств о геноциде и сообщений о травмах индонезийских солдат, он добавляет, что Восточный Тимор «не проявлял — на основании новостных репортажей и академических исследований — признаков общества, пострадавшего от массовой гибели… обстановка, приведшая к резне в Дили в 1991 году… означала, что общество сохранило энергию и негодование по поводу произошедшего, что было бы невозможно, если бы с ним обращались так же, как в Камбодже при Пол Поте». Даже индонезийская военная стратегия была основана на победе над «сердцами и умами» населения, чему не способствуют обвинения в массовом убийстве.
Кирнан, основываясь на количестве населения в 700 000 тиморцев в 1975 году (на базе переписи католической церкви 1974 года) оценил ожидаемое население 1980 года в 735 000 (при условии, что рост населения будет только в 1 % в год в результате оккупации). Принимая, что по оценкам Крибба число населения в 1980 было на 10 % (55 000) ниже, Кирнан делает вывод, что до 180 000 могло погибнуть в войне. Крибб утверждал, что трёхпроцентный рост, предложенный переписью 1974 года, слишком высок, ссылаясь на тот факт, что церковь в прошлом высчитывала процент роста в 1,8 %, что выразилось бы в количестве португальского населения в 635 000 человек в 1974 году.
Хотя Крибб утверждал, что португальская перепись скорее всего была занижена, он считал её более правильной, чем перепись церкви, из-за того, что церковь делала попытки экстраполировать размер общей численности населения из-за «своего неполного доступа к обществу» (менее половины тиморцев тогда были католиками). Предполагая, что рост населения в соответствии с уровнем у других стран Юго-Восточной Азии затем даст более точное число в 680 000 для 1975 года, ожидаемым количеством населения в 1980 году было бы немного более 775 000 (без учёта снижения рождаемости в результате индонезийской оккупации). Дефицит населения остался бы на уровне в почти 200 000 человек. Согласно Криббу, индонезийская политика в регионе снизила рождаемость на 50 %, таким образом, 45 000 из восточных тиморцев не родились, а не убиты; другие 55 000 человек «пропали» в результате неподчинения тиморцев индонезийским властям, проводившим перепись 1980 года. Различные факторы — исход десятков тысяч людей из своих домов, чтобы защитить себя от FRETILIN в 1974—1975 годах; смерть тысяч людей в гражданской войне; смерть борцов за независимость во время оккупации; убийства, осуществлённые FRETILIN; стихийные бедствия — всё это уменьшало по его мнению число гражданского населения в то время. Основываясь на всех этих данных, Крибб говорит о гораздо меньшем количестве смертей, оценивая в 100 000 или меньше при минимальном значении в 60 000, и лишь десятая часть гражданского населения умерла не от естественных причин в период с 1975 по 1980 годы.
Кирнан утверждал в ответ на это, что приток рабочих мигрантов во время оккупации и увеличение темпов роста населения, характерное для кризиса смертности, оправдывает взятие за основу для оценки населения в 1987 году переписи населения в 1980 году, и что перепись населения церковью в 1974 году нельзя сбрасывать со счетов из-за отсутствия доступа церкви к обществу, поскольку это привело к возможному занижению оценки. Он заключает, что как минимум 116 000 участников вооружённой борьбы и гражданских лиц были убиты с обеих сторон или умерли «неестественной» смертью в 1975—1980 годы (если это так, то это даёт основания полагать, что около 15 % гражданского населения Восточного Тимора было убито за эти годы). Ф. Хьорт (норв. Finngeir Hiorth) оценивает, что 13 % (95 000 из предполагаемых 730 000, если учитывать сокращение рождаемости) гражданского населения умерло в этот период. Кирнан полагает, что дефицит населения насчитывал около 145 000 человек при учёте сокращения рождаемости, или 20 % населения Восточного Тимора. Средней оценкой отчёта ООН было 146 000 человек убитыми; Рудольф Руммель (англ. Rudolph Rummel), аналитик политических убийств, оценивает количество убитых в 150 000.
Многие наблюдатели называют индонезийские военные операции в Восточном Тиморе примером геноцида. В исследовании юридической применимости слова к оккупации Восточного Тимора учёный-правовед Бен Сол (англ. Ben Saul) делает заключение, что из-за того, что ни одна группа, признаваемая в соответствии с международным правом, не была целью индонезийских властей, обвинения в геноциде не могут быть применены. Тем не менее, он также отмечает: «Конфликт в Восточном Тиморе наиболее точно квалифицируется как геноцид против „политической группы“ или, альтернативно, как „культурный геноцид“, но ни одно из этих понятий не признано международным правом». Оккупация была сравнена с убийствами красных кхмеров, югославскими войнами и геноцидом в Руанде.
Распространяя ложные обвинения в коммунизме против лидеров Революционного фронта за независимый Восточный Тимор и сея рознь в коалиции Тиморского демократического союза, правительство Индонезии способствовало нестабильности в Восточном Тиморе и, по мнению наблюдателей, создало предлог для вторжения в него. Во время индонезийского вторжения в Восточный Тимор и последующей его оккупации Национальные вооруженные силы Индонезии убили и уморили голодом около 150 тыс. жителей Восточного Тимора или примерно пятую часть его населения. Оксфордский университет на основе академического консенсуса назвал оккупацию Восточного Тимора геноцидом Восточного Тимора, а Йельский университет включил этот эпизод в свою программу изучения геноцида.
Точные цифры погибших индонезийцев неизвестны, но по некоторым оценкам до 10 000 индонезийских военных погибло в период с 1976 по 1980 годы. Руммель предполагает, что 10—15 тысяч индонезийцев были убиты во время войны.

### Правосудие
В 1999 году Совет Безопасности ООН принял резолюцию, в которой указал о «систематических, широко распространённых и грубых нарушениях международного права и прав человека» и потребовал «привлечь к ответственности тех, кто осуществлял таковое насилие». Для выполнения этой задачи ВАООНВТ создала Особые коллегии по тяжким преступлениям, которые пыталась расследовать и преследовать в судебном порядке лиц, ответственных за насилие. Однако, деятельность особых коллегий была раскритикована за расследование сравнительно малого количества преступлений, причинами чего было, возможно, то, что коллегии плохо финансировались и ограничивались расследованием преступлений, совершёнными только в 1999 году. Индонезийские приговоры, устанавливающие наказания лицам, ответственным за насилие, были охарактеризованы специальной комиссией ООН как «явно недостаточные».
Недостатки этих процессов привели к тому, что ряд организаций призывали создать международный трибунал для судебного преследования лиц, ответственных за убийства в Восточном Тиморе, аналогичные тем, что были созданы по Руанде и бывшей Югославии. Статья 2001 года в восточнотиморской неправительственной организации La’o Hamutuk утверждала:
Бесчисленное количество преступлений против человечности было совершено в Восточном Тиморе в период с 1975 по 1999 годы. Несмотря на то, что международный суд не может рассматривать все, он… бы подтвердил, что вторжение, оккупация и разрушение Восточного Тимора Индонезией были давним, системным, преступным сговором, спланированным и приказанным к исполнению на высших уровнях правительства. Многие преступники продолжают иметь авторитет и влияние в ближайшем соседе Восточного Тимора. Будущее мира, справедливости и демократии в обоих государствах [Восточном Тиморе и Индонезии] зависит от того, будут ли ответственны заказчики преступлений.

## Индонезийские губернаторы Восточного Тимора
- 17 декабря 1975 года — 17 июля 1976 года: Арналду душ Рейш Араужо (как президент переходного правительства)[296]
- Губернаторы[296]:
  - 1976—1978: Арналду душ Рейш Араужо
  - 1978—1982: Гильерме Мария Гонсалвиш (порт. Guilherme Maria Gonçalves)
  - 18 сентября 1982 — 18 сентября 1992: Мариу Виегаш Каррашсалан (порт. Mário Viegas Carrascalão)
  - 18 сентября 1992 — 25 октября 1999: Абилио Жозе Ососрио Соареш